# Pac-12 Conference 2021 (pallavolo)
La Pac-12 Conference 2021 si è svolta dal 28 agosto al 28 novembre 2021: al torneo hanno partecipato 12 squadre universitarie statunitensi e la vittoria finale è andata per la settima volta, la seconda consecutiva, alla Washington.

## Regolamento
È prevista una stagione regolare che vede le dodici formazioni impegnate disputare un totale di venti incontri ciascuna; parallelamente vengono disputati anche degli incontri extra-conference contro formazioni appartenenti ad altre conference o non affiliate ad alcuna di esse, dando vita a due classifiche separate una relativa alla Pac-12 Conference ed una totale.
- La squadra vincitrice della Pac-12 Conference si qualifica automaticamente al torneo NCAA, occupando uno dei 32 posti che spettano di diritto alle squadre vincitrici delle rispettive conference;
- Le altre squadre concorrono alla qualificazione al torneo NCAA attraverso la classifica totale, che assegna i restanti 32 posti alle migliori squadre, sulla base del rapporto tra vittorie e sconfitte, che non abbiano ottenuto la qualificazione automatica.

## Squadre partecipanti
| Club                | Nickname     | Stagione | Città          | Stato      | Impianto               | Stagione precedente                                         |
| ------------------- | ------------ | -------- | -------------- | ---------- | ---------------------- | ----------------------------------------------------------- |
| Arizona             | Wildcats     | Dettagli | Tucson         | Arizona    | McKale Memorial Center | 6ª in Pac-12 Conference                                     |
| Arizona State       | Sun Devils   | Dettagli | Tempe          | Arizona    | Wells Fargo Arena      | 9ª in Pac-12 Conference                                     |
| UC Berkeley         | Golden Bears | Dettagli | Berkeley       | California | Haas Pavilion          | 12ª in Pac-12 Conference                                    |
| UC Los Angeles      | Bruins       | Dettagli | Los Angeles    | California | Pauley Pavilion        | 5ª in Pac-12 Conference; Secondo turno in NCAA Division I   |
| Colorado            | Buffaloes    | Dettagli | Boulder        | Colorado   | Coors Events Center    | 8ª in Pac-12 Conference                                     |
| Oregon              | Ducks        | Dettagli | Eugene         | Oregon     | Matthew Knight Arena   | 2ª in Pac-12 Conference; Sweet Sixteen in NCAA Division I   |
| Oregon State        | Beavers      | Dettagli | Corvallis      | Oregon     | Gill Coliseum          | 10ª in Pac-12 Conference                                    |
| Southern California | Trojans      | Dettagli | Los Angeles    | California | Galen Center           | 7ª in Pac-12 Conference                                     |
| Stanford            | Cardinal     | Dettagli | Stanford       | California | Maples Pavilion        | 11ª in Pac-12 Conference                                    |
| Utah                | Utes         | Dettagli | Salt Lake City | Utah       | Jon M. Huntsman Center | 3ª in Pac-12 Conference; Secondo turno in NCAA Division I   |
| Washington          | Huskies      | Dettagli | Seattle        | Washington | Hec Edmundson Pavilion | Vincitrice Pac-12 Conference; Semifinali in NCAA Division I |
| Washington State    | Cougars      | Dettagli | Pullman        | Washington | Bohler Gymnasium       | 4ª in Pac-12 Conference; Secondo turno in NCAA Division I   |

## Torneo

### Regular season

#### Classifica
| Pos. | Squadra             | Conference | Conference | Conference | Conference | Overall | Overall | Overall | Overall |
| Pos. | Squadra             | Pt         | G          | V          | P          | Pt      | G       | V       | P       |
| ---- | ------------------- | ---------- | ---------- | ---------- | ---------- | ------- | ------- | ------- | ------- |
| 1.   | Washington          | .850       | 20         | 17         | 3          | .839    | 31      | 26      | 5       |
| 2.   | UC Los Angeles      | .800       | 20         | 16         | 4          | .806    | 31      | 25      | 6       |
| 3.   | Utah                | .700       | 20         | 14         | 6          | .710    | 31      | 22      | 9       |
| 4.   | Oregon              | .650       | 20         | 13         | 7          | .710    | 31      | 22      | 9       |
| 4.   | Stanford            | .650       | 20         | 13         | 7          | .633    | 30      | 19      | 11      |
| 4.   | Washington State    | .650       | 20         | 13         | 7          | .625    | 32      | 20      | 12      |
| 7.   | Southern California | .500       | 20         | 10         | 10         | .500    | 30      | 15      | 15      |
| 8.   | Arizona             | .400       | 20         | 8          | 12         | .515    | 33      | 17      | 16      |
| 9.   | Arizona State       | .350       | 20         | 7          | 13         | .452    | 31      | 14      | 17      |
| 10.  | Colorado            | .300       | 20         | 6          | 14         | .517    | 29      | 15      | 14      |
| 11.  | Oregon State        | .150       | 20         | 3          | 17         | .167    | 30      | 5       | 25      |
| 12.  | UC Berkeley         | .000       | 20         | 0          | 20         | .226    | 31      | 7       | 24      |

      In NCAA Division I come vincitrice di Conference
      In NCAA Division I attraverso la classifica totale
      Al National Invitational Volleyball Championship

## Premi individuali
| Premio                   | Giocatrice                    | Squadra                         |
| ------------------------ | ----------------------------- | ------------------------------- |
| Player of the Year       | MacKenzie May                 | UC Los Angeles                  |
| Freshman of the Year     | Kamerynn Miner                | Stanford                        |
| Setter of the Year       | Ella May Powell               | Washington                      |
| Libero of the Year       | Zoe Fleck                     | UC Los Angeles                  |
| Coach of the Year        | Jennifer Greeny Michael Sealy | Washington State UC Los Angeles |
| All-Pac-12 Team          | Karson Bacon                  | Oregon                          |
| All-Pac-12 Team          | Caitlin Baird                 | Stanford                        |
| All-Pac-12 Team          | Brooke Botkin                 | Southern California             |
| All-Pac-12 Team          | Annamarie Dodson              | UC Los Angeles                  |
| All-Pac-12 Team          | Samantha Drechsel             | Washington                      |
| All-Pac-12 Team          | Danielle Barton               | Utah                            |
| All-Pac-12 Team          | Zoe Fleck                     | UC Los Angeles                  |
| All-Pac-12 Team          | Marin Grote                   | Washington                      |
| All-Pac-12 Team          | Claire Hoffman                | Washington                      |
| All-Pac-12 Team          | Iman Isanović                 | Arizona State                   |
| All-Pac-12 Team          | Magdaléna Jehlářová           | Washington State                |
| All-Pac-12 Team          | Kendall Kipp                  | Stanford                        |
| All-Pac-12 Team          | MacKenzie May                 | UC Los Angeles                  |
| All-Pac-12 Team          | Brooke Nuneviller             | Oregon                          |
| All-Pac-12 Team          | Ella May Powell               | Washington                      |
| All-Pac-12 Team          | Hannah Pukis                  | Washington State                |
| All-Pac-12 Team          | Madelyn Robinson              | Utah                            |
| All-Pac-12 Team          | Pia Timmer                    | Washington State                |
| Pac-12 All-Freshman Team | Tyrah Ariail                  | Southern California             |
| Pac-12 All-Freshman Team | Lauren Bays                   | Washington                      |
| Pac-12 All-Freshman Team | Samantha Francis              | Stanford                        |
| Pac-12 All-Freshman Team | Kamerynn Miner                | Stanford                        |
| Pac-12 All-Freshman Team | Katy Ryan                     | Washington State                |
| Pac-12 All-Freshman Team | Puk Stubbe                    | Arizona                         |
| Pac-12 All-Freshman Team | Amelia Tuaniga                | Southern California             |

## Classifica finale
| Pos | Squadra             | Qualificazione       |
| --- | ------------------- | -------------------- |
| 1   | Washington          | NCAA Division I 2021 |
| 2   | UC Los Angeles      | NCAA Division I 2021 |
| 3   | Utah                | NCAA Division I 2021 |
| 4   | Oregon              | NCAA Division I 2021 |
| 4   | Stanford            | NCAA Division I 2021 |
| 4   | Washington State    | NCAA Division I 2021 |
| 7   | Southern California |                      |
| 8   | Arizona             | NIVC 2021            |
| 9   | Arizona State       |                      |
| 10  | Colorado            |                      |
| 11  | Oregon State        |                      |
| 12  | UC Berkeley         |                      |